# Clic (acoustique)
Pour les articles homonymes, voir Clic.
Dans le domaine de l'acoustique, un clic est un son de grande amplitude et de courte durée au début d'une forme d'onde. Il se produit notamment dans les sons musicaux, le bruit ou la parole,. Bien qu'ils initient une tonalité[pas clair], les clics ne dépendent pas nécessairement directement de la fréquence de cette tonalité. Un clic contient un degré élevé de composantes non périodiques, ainsi qu'une amplitude de hautes fréquences plus élevée que le contenu harmonique de ce son.
Les clics sont plus difficiles à coder avec de nombreux algorithmes de compression audio, ce qui provoque un pré-écho.

## Sonar
Les opérateurs de sonar militaire utilisent le terme clic pour décrire des sons inattendus émanant d'un autre navire, tels que des machines en fonctionnement, un claquement de trappe métallique ou encore l'inondation et la pressurisation de tubes lance-torpilles ou de lancement vertical. [réf. nécessaire]

## Voir également
- Attaque (audio)
- Distribution de Dirac